# Erling Jevne
Erling Jevne (Lillehammer, 24 de marzo de 1966) es un deportista noruego que compitió en esquí de fondo. 
Participó en cuatro Juegos Olímpicos de Invierno, entre los años 1992 y 2002, obteniendo dos medallas en Nagano 1998, oro en la prueba de relevo (junto con Sture Sivertsen, Bjørn Dæhlie y Thomas Alsgaard) y plata en los 30 km.
Ganó cuatro medallas en el Campeonato Mundial de Esquí Nórdico entre los años 1995 y 1999.

## Palmarés internacional
| Juegos Olímpicos   | Juegos Olímpicos     | Juegos Olímpicos | Juegos Olímpicos |
| Año                | Lugar                | Medalla          | Prueba           |
| ------------------ | -------------------- | ---------------- | ---------------- |
| 1998               | Nagano (Japón)       | Medalla de oro   | Relevo 4 × 10 km |
| 1998               | Nagano (Japón)       | Medalla de plata | 30 km            |
| Campeonato Mundial |                      |                  |                  |
| Año                | Lugar                | Medalla          | Prueba           |
| 1995               | Thunder Bay (Canadá) | Medalla de oro   | Relevo 4 × 10 km |
| 1997               | Trondheim (Noruega)  | Medalla de oro   | Relevo 4 × 10 km |
| 1997               | Trondheim (Noruega)  | Medalla de plata | 50 km            |
| 1999               | Ramsau (Austria)     | Medalla de plata | Relevo 4 × 10 km |